# Zeradina ovata
Zeradina ovata är en snäckart som först beskrevs av Nils Hjalmar Odhner 1924.  Zeradina ovata ingår i släktet Zeradina och familjen Vanikoridae. Inga underarter finns listade i Catalogue of Life.